# يانيني يانسن
يانيني يانسن (بالهولندية: Janine Jansen)‏ (ولدت في 7 كانون الثاني عام 1978  في زوزت، هولندا) عازفة كمان وكمان متوسط. بدأت تعلم العزف على الكمان في عمر السادسة كما أن والدها وأخاها أيضاً موسيقيين أما والدتها فهي مغنية كلاسيكية وأخت عازف الباس بيتر كوي. تعلمت بانسن مع كوسيي فايتسنبيك، فيليب هيرشهورن، وبوريس بِلكن.

## السيرة الذاتية
بدأت يانسن عام 2001 بالعزف منفردة مع أوركسترا الشباب الوطنية الاسكتلندية حيث عزفت كونشرتو الكمان لـبرامس. عام 2005 افتتحت حفلات بي بي سي الراقصة.
رفضت يانسن التقليد المتبع حيث قامت بالتسجيل بخمس أوتار منفردة عوضاً عن استخدام أوركسترا كاملة بما في ذلك أخاها كعازف للتشيللو وأباها كعازف باس مستمر. تحظى يانسن بشعبية واسعة نتيجة أداءها الحماسي المتميز، فقد امتلئ مسرح فالدبونِ في برلين بجمهور من 25000 لدى أدائها مع أوركسترا برلين الفلهارمونية عام 2006 كما بيعت كامل التذاكر لدى أدائها مع أوركسترا لوس أنجلوس الفلهارمونية في حفل والت ديزني عام 2008.
تستخدم يانسن حالياً كمان من نوع 1727 ستراديفاري من خلال منحة ممددة من رابطة ستراديفاري في شيكاغو. وقد بدأت مهرجان موسيقى الحجرة الخاص بها في أوترخت. كما أنها عضوة في طاقم Berlin Spectrum Music منذ عام 1998.
```
في عام 2016 قدَّم إليها بنك النرويج كمان بارون جوتمان (1707) لمدة 10 سنوات.
```

تلقت يانسن جائزة الموسيقى الهولندية عام 2003، وجائزة المجتمع الملكي الفلهارموني عام 2009 في انكلترا.
بين عامي 2002 و2004 كانت يانسن «فنانة الجيل الجديد» وفق قناة بي بي سي الراديوية.
قامت يانسن مع صديقها السابق يوليان راخلين بالتعاون في أداء مجموعة من حفلات موسيقى الحجرة.

## روابط خارجية
- يانيني يانسن على موقع IMDb (الإنجليزية)
- يانيني يانسن على موقع مونزينجر (الألمانية)
- يانيني يانسن على موقع ميوزك برينز (الإنجليزية)
- يانيني يانسن على موقع أول ميوزيك (الإنجليزية)
- يانيني يانسن على موقع ديسكوغز (الإنجليزية)
- يانيني يانسن على موقع قاعدة بيانات الفيلم (الإنجليزية)